# Церковь Покрова Пресвятой Богородицы в Петровском-Княжищеве
Церковь Покрова́ Пресвятой Богородицы в Петровском-Княжищеве — православный храм Наро-Фоминского благочиния Одинцовской епархии, расположенный в селе Петровском Наро-Фоминского района Московской области.

## История
Первая в сельце Княжищево деревянная церковь святителя Петра Московского была заложена владельцем, Петром Шафировым, в 1713 году, на месте которой в 1738 году его сын Исайя построил новую, также деревянную. По церкви и село стало называться Петровским.
Когда владельцем имения стал Никита Демидов, он для строительства усадьбы пригласил архитектора Матвея Казакова. Вместе с усадьбой в 1785 году была построена колокольня для старой Петропавловской церкви.
В 1858 году тогдашний владелец Петровского князь Александр Васильевич Мещерский на могиле своего ребёнка у старой Петропавловской церкви построил новую, каменную, Покрова Пресвятой Богородицы — фактически, тёплый придел к казаковской колокольне.
В советское время Покровская церковь не закрывалась. В первой половине 1960-х годов в церкви служили Александр Мень и Владимир Рожков.

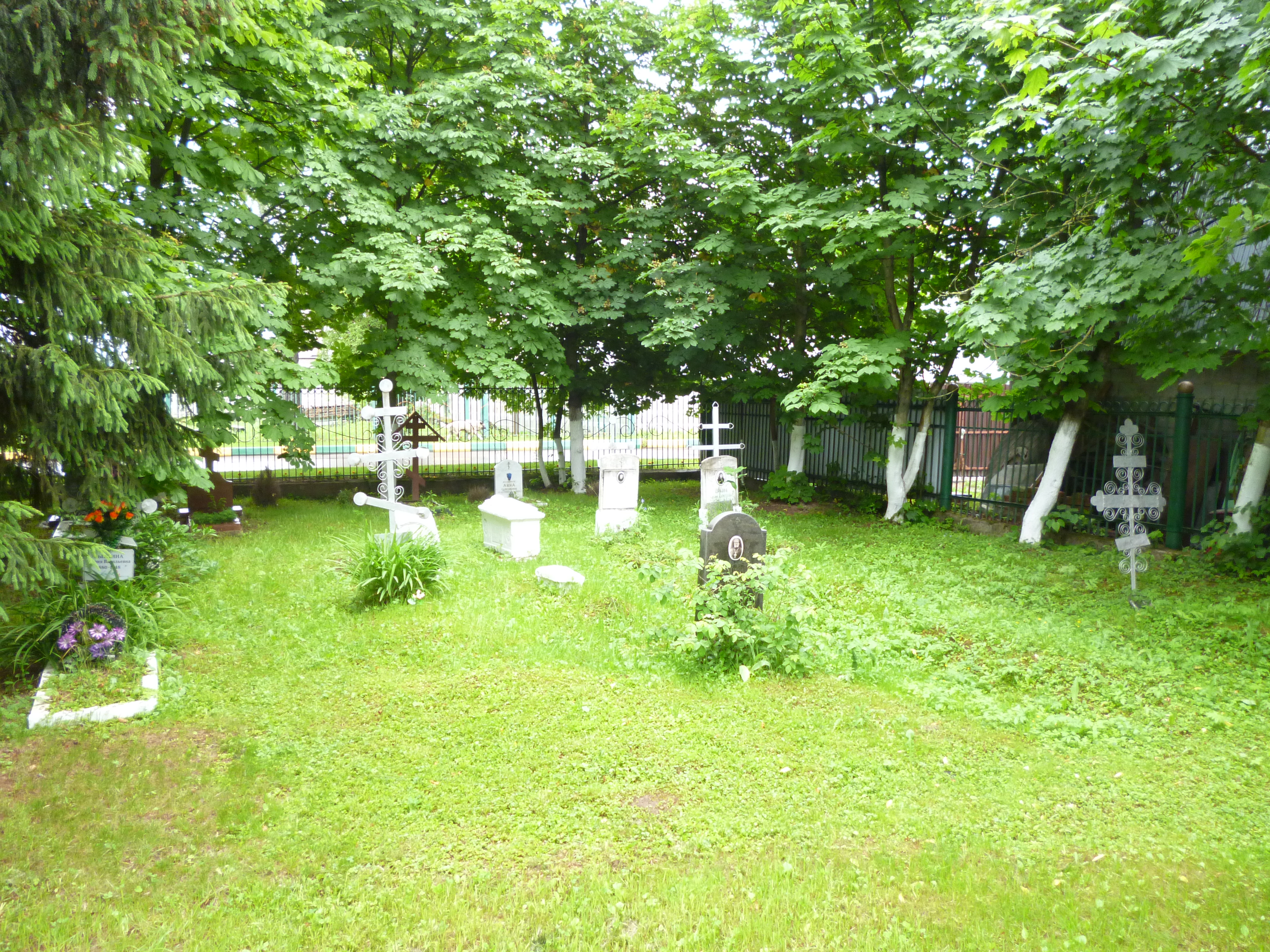
Кладбище при церкви